# Ditadura militar no Paraguai
A ditadura militar paraguaia foi o período de 35 anos na história do Paraguai, entre 1954 e 1989, no qual o esse país foi governado pelo ditador Alfredo Stroessner. Em espanhol, o período foi também conhecido por El Stronato ou Stronismo.

## Contexto histórico
Após a guerra civil de 1947 e a derrubada do regime de Higinio Moríñigo, Juan Natalicio González assumiu a presidência, mas logo foi deposto e seguido por presidentes que mantiveram o poder por apenas alguns meses cada. Alguma estabilidade foi alcançada depois que Federico Chávez foi eleito em 10 de setembro de 1949. Três semanas depois de assumir o cargo, Chávez impôs um estado de emergência, usando seus poderes executivos de emergência sob a Constituição de 1940 para atacar os partidários de González e do ex-presidente Felipe Molas López.
Os problemas econômicos crescentes após duas décadas de extrema agitação política e social haviam debilitado e aniquilado a economia do Paraguai. A renda nacional e per capita caíram acentuadamente. A prática do Banco Central de conceder empréstimos leves aos comparsas do regime estimulou um aumento da inflação e um crescente mercado negro. Finalmente, os problemas econômicos da Argentina também influenciaram negativamente o Paraguai. Em 1953, o apoio político e militar a Chávez tinha erodido.

## Golpe militar de 1954
A decisão de Chávez de concorrer à reeleição decepcionou políticos mais jovens que buscavam poder e os oficiais militares que não aprovaram a redução do orçamento militar em favor da polícia nacional. No início de 1954, o recém demitido diretor do Banco Central Epifanio Méndez Fleitas, uniu forças com o general Alfredo Stroessner, que era o comandante-em-chefe das forças armadas, em um plano para depor Chaves. Méndez Fleitas era impopular entre os rebeldes do Partido Colorado e o exército, que temiam que ele tentasse criar uma ditadura tal como seu herói, o presidente Juan Domingo Perón da Argentina (1946-1955). Em 4 de maio de 1954, Stroessner ordenou às suas tropas que fossem para as ruas e realizassem um golpe. A resistência feroz da polícia deixou quase cinquenta mortos.
Como homem-forte militar por trás do golpe, Stroessner foi capaz de colocar seus partidários em posições de poder no governo provisório. Então rapidamente agiu para garantir poder para si mesmo. Cerca de dois meses depois, um Partido Colorado dividido nomeou Stroessner como seu candidato para as eleições presidenciais. Para muitos membros do partido que ele seria uma escolha temporária, como Morínigo tinha sido para os liberais em 1940. Quando Stroessner assumiu o cargo em 15 de agosto de 1954, poucos imaginaram que este circunspecto e despretensioso homem de quarenta e um anos de idade, seria um mestre político capaz de superar e ultrapassar todos eles.

## Domínio inicial
O uso da repressão política, ameaças e esquadrões da morte foram fatores importantes na longevidade de Stroessner como ditador do Paraguai. Ele tinha um poder praticamente ilimitado dando ampla liberdade aos militares e ao ministro do Interior, Edgar Ynsfrán, para que passassem a assediar, aterrorizar e ocasionalmente assassinar familiares de opositores do regime.
A governo de Stroessner assumiu uma posição linha dura desde o início, começando com sua declaração de estado de sítio, que foi periodicamente reintroduzido (geralmente a cada três meses) sob a nova constituição, exceto por um breve período em 1959. Continuou para o interior do país até 1970 e para Assunção até 1987.
A aposentadoria de González e a morte de Molas López removeram dois dos seus mais formidáveis opositores e o golpe de Estado argentino de setembro de 1955 que depôs o presidente Perón, privou Méndez Fleitas de sua principal fonte de apoio. Perón fugiu para Assunção e a nova junta argentina forçou Perón a deixar Assunção para o Panamá em novembro. Méndez Fleitas preparou-se para organizar um golpe no final de dezembro. Como resultado, Stroessner expurgou os militares partidários de Méndez Fleitas e o enviou para o exílio em 1956.
Stroessner estava na época quase sem controle do Partido Colorado, o qual estava dividido em facções concorrentes por políticos rivais, enquanto o exército também não era um defensor confiável de seu governo. A economia estava em mau estado e se deteriorava ainda mais com a inflação crescendo. Suas medidas de austeridade econômica se mostraram impopulares com os oficiais militares da nação, que há muito se acostumaram a receber empréstimos do Banco Central; com os empresários fiscalmente desonestos, que não gostaram do severo aperto do crédito; e com os trabalhadores cada vez mais pobres, que organizaram uma greve geral em 1958 exigindo aumento salarial. Além disso, o novo governo argentino, descontente com as cordiais relações de Stroessner com Perón, cancelou um acordo comercial com o Paraguai.

### Guerrilhas
As eleições de 1958 deram a Stroessner o segundo mandato presidencial. O voto foi fixado para favorecer o regime e a oposição floresceu em uma insurgência guerrilheira logo depois. Patrocinado por liberais e febreristas exilados, pequenos grupos de homens armados começariam a atravessar a fronteira a partir da Argentina. A Venezuela enviou grandes montantes de ajuda a esses grupos a partir de 1958. No ano seguinte, o novo governo cubano sob Fidel Castro também prestou assistência à Frente Unida Nacional.
Os guerrilheiros receberam pouco apoio do campesinato conservador do Paraguai. Os camponeses irregulares do Partido Colorado, py nandí ("os pés descalços" em guarani), tinham uma merecida reputação de ferocidade no combate, tortura e execução de seus prisioneiros. Um número crescente de pessoas seriam internadas em campos de concentração na selva. As tropas do exército e a polícia esmagaram os sindicatos grevistas, assumindo suas organizações e prendendo seus líderes.

### Liberalização de 1959
Stroessner decidiu aceitar os crescentes pedidos de reforma do exército e do Partido Colorado. Em abril de 1959, o estado de sito foi retirado, os exilados da oposição receberam a permissão para retornar, a censura da imprensa terminou, os prisioneiros políticos foram libertados e foi prometida uma nova constituição para substituir a autoritária Constituição de 1940. Depois de dois meses desta "primavera" democrática, o país estava à beira do caos. No final de maio, cerca de 100 pessoas ficaram feridas quando um motim de estudantes eclodiu no centro de Assunção devido a um aumento na tarifa de ônibus local. O distúrbio inspirou a legislatura a exigir a renúncia de Ynsfrán. Stroessner respondeu rapidamente reinstituindo o estado de sitio e dissolvendo a legislatura. As eleições parlamentares de 1960 foram boicotadas por todos os partidos da oposição.

## Criando uma ditadura multipartidária
Seguiu-se um aumento na atividade de guerrilha e violência antigovernamental, mas Stroessner e seus colegas permaneceram firmes.  Vários fatores reforçaram a mão de Stroessner. Primeiro, a ajuda militar dos Estados Unidos estava ajudando a aprimorar as habilidades do exército na guerra de contra a insurgência. Segundo, os muitos expurgos do Partido Colorado haviam removido todas as facções da oposição. Além disso, a nova política econômica havia impulsionado as exportações e os investimentos e reduzido a inflação, e os golpes militares no Brasil e na Argentina em 1966 também melhoraram o clima político regional do regime não-democrático no Paraguai.
Outro fator importante a favor de Stroessner foi uma mudança de atitude entre sua oposição doméstica. Desmoralizados por anos de luta infrutífera, exaustão psicológica e exílio, os principais grupos da oposição começaram a processar pela paz.  Uma facção do Partido Liberal, o Movimento de Renovação, retornou ao Paraguai para se tornar a oposição "oficial" como o Partido Liberal Radical (Partido Liberal Radical - PLR).
Nas eleições de 1963, Stroessner atribuiu ao novo partido vinte dos sessenta assentos do Congresso. Quatro anos depois, os membros do PLR também retornaram ao Paraguai e começaram a participar do processo eleitoral. Nessa época, os febreristas, um triste remanescente da coalizão revolucionária outrora poderosa, mas nunca coerente, não representavam nenhuma ameaça real para Stroessner e foram legalizados em 1964 como Partido Febrerista Revolucionário. O novo Partido Democrata Cristão (Partido Democrata Cristiano - PDC) também renunciou à violência insurgente como forma de ganhar poder. Isso permitiu que Stroessner esmagasse o Partido Comunista Paraguaio (PCP), ainda agressivo, perseguindo sem piedade seus membros, famílias e cônjuges e isolando os epifanistas exilados do Colorado (seguidores de Epifanio Méndez Fleitas) e os democráticos , que se reorganizaram como o Movimento Popular Colorado (Movimiento Popular Colorado - Mopoco).  O governo americano ajudou o Paraguai a combater os comunistas como parte da Guerra Fria.
Sob a "liberalização", Ynsfrán, o mestre da maquinaria do terror, começou a perder sua utilidade para Stroessner. Ynsfrán se opôs à liberalização política e ficou descontente com a intenção cada vez mais clara de Stroessner de permanecer como presidente por toda a vida. Um escândalo de corrupção policial em maio de 1966 deu a Stroessner uma maneira conveniente de demitir Ynsfrán em novembro.  Em agosto de 1967, após as eleições para a Assembleia Constitucional, uma nova Constituição criou a legislatura paraguaia de duas casas e permitiu formalmente a Stroessner servir por mais dois mandatos presidenciais de cinco anos. Nas eleições de 1968 e nas eleições de 1973, os partidos da oposição foram autorizados a ganhar assentos. Em 1977, foram realizadas novas eleições na Assembleia Constituinte e a Constituição foi alterada, removendo todos os limites do mandato presidencial, permitindo que Stroessner vencesse as eleições de 1978.

### Oposição crescente
Ao equilibrar habilmente os militares e o Partido Colorado, Stroessner permaneceu muito no controle. Ele estava sendo cada vez mais desafiado de maneiras que mostravam que seu controle não estava completo. Por exemplo, em novembro de 1974, unidades policiais capturaram sete guerrilheiros em uma fazenda nos arredores de Assunção. Quando os prisioneiros foram interrogados, descobriu-se que eles estavam planejando assassinar Stroessner e tinham informações que só poderiam ter vindo de um alto funcionário do Colorado. Com a hierarquia do partido subitamente sob suspeita, Stroessner ordenou a prisão e interrogatório de mais de 1.000 altos funcionários e membros do partido. Ele também enviou agentes para a Argentina e o Brasil para sequestrar suspeitos entre os colorados exilados. Um expurgo maciço da festa se seguiu. Embora o sistema tenha sobrevivido, ele foi abalado. Mais prisões em massa ocorreram durante a Páscoa Dolorosa de 1976.
A partir do final da década de 1960, os líderes da Igreja Católica Romana criticaram persistentemente as sucessivas extensões de Stroessner de sua permanência no cargo e seu tratamento de presos políticos. O regime respondeu fechando publicações e jornais católicos romanos, expulsando padres não paraguaios e perseguindo as tentativas da igreja de organizar os pobres rurais. Apesar de tudo isso, a Igreja ainda conseguiu imprimir o jornal Sendero.
O regime também foi cada vez mais alvo de críticas internacionais nos anos 70 por violações dos direitos humanos, incluindo alegações de tortura e assassinato. Em 1978, a Comissão Interamericana de Direitos Humanos convenceu uma reunião anual de ministros das Relações Exteriores da OEA a aprovar uma resolução exortando o Paraguai a melhorar sua situação de direitos humanos.  Em 1980, a Nona Assembleia Geral da Organização dos Estados Americanos, reunida em La Paz, Bolívia, condenou violações de direitos humanos no Paraguai, descrevendo torturas e desaparecimentos como "uma afronta à consciência do hemisfério". Grupos internacionais também acusaram que os militares mataram 30 camponeses e prenderam outras 300 depois que os camponeses protestaram contra invasões em suas terras por funcionários do governo.
Em 1977, Domingo Laíno,um congressista do PLR nos últimos dez anos, se separou para formar o Partido Liberal Radical Autêntico (PLRA) no final da década de 1970, na atividade política. As acusações de Laíno de corrupção política governamental, envolvimento em tráfico de entorpecentes, violações de direitos humanos e compensação financeira inadequada do Brasil nos termos do Tratado de Itaipu renderam-lhe a ira de Stroessner. Em 1979, Laíno ajudou a liderar o PLRA, o PDC, o Mopoco e os febreristas legalmente reconhecidos, este último enfurecido pela emenda constitucional que permitiu a Stroessner buscar mais um mandato presidencial em 1978, no Acordo Nacional (Acuerdo Nacional). O Acordo Nacional serviu para coordenar a estratégia política da oposição. Vítima de inúmeras detenções, torturas e perseguições, Laíno foi forçado ao exílio em 1982, após a publicação de um livro crítico sobre o ex-ditador nicaraguense Anastasio Somoza Debayle, que havia encontrado um refúgio no Paraguai, chegando a publicar um livro, Nicarágua Traído , e assassinado em Assunção em 1980. O assassinato de Somoza também mostrou fraquezas crescentes. Do ponto de vista de Stroessner, havia semelhanças sinistras entre Somoza e ele próprio.  Como Stroessner, Somoza administrou um regime baseado nas forças armadas e em um partido político que se destacou por sua estabilidade e sua aparente capacidade de resistir à mudança. Somoza trouxe progresso econômico ao país e habilmente manteve sua oposição interna dividida por anos. Em última análise, no entanto, as mudanças cuidadosamente controladas que ele havia introduzido começaram sutilmente a minar a ordem autoritária tradicional. Quando a sociedade tradicional desabou no Paraguai, os observadores viram desafios crescentes pela frente para o regime Stroessner.

## Relações internacionais e economia

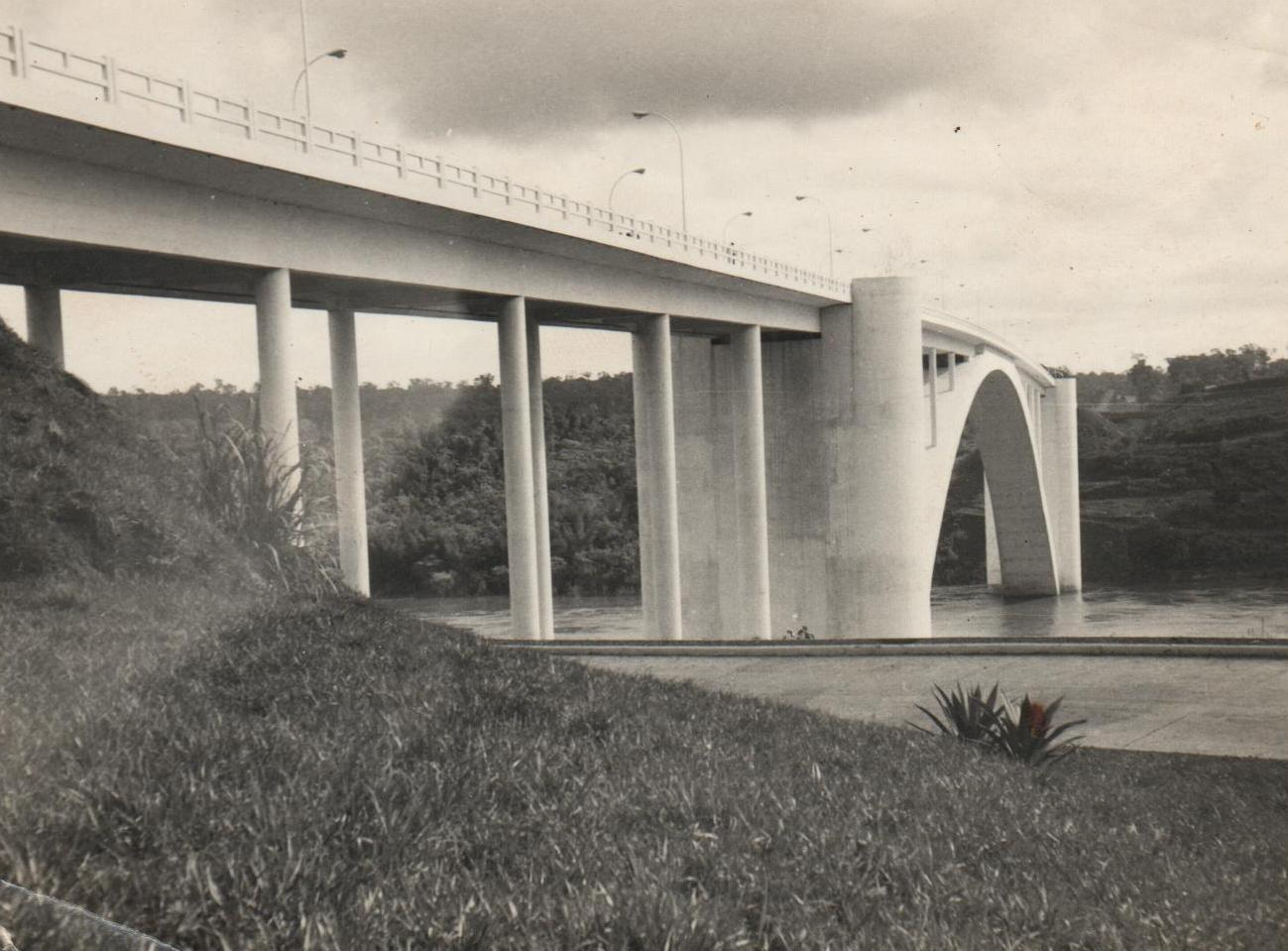
A Ponte da Amizade entre o Paraguai e o Brasil em 1965

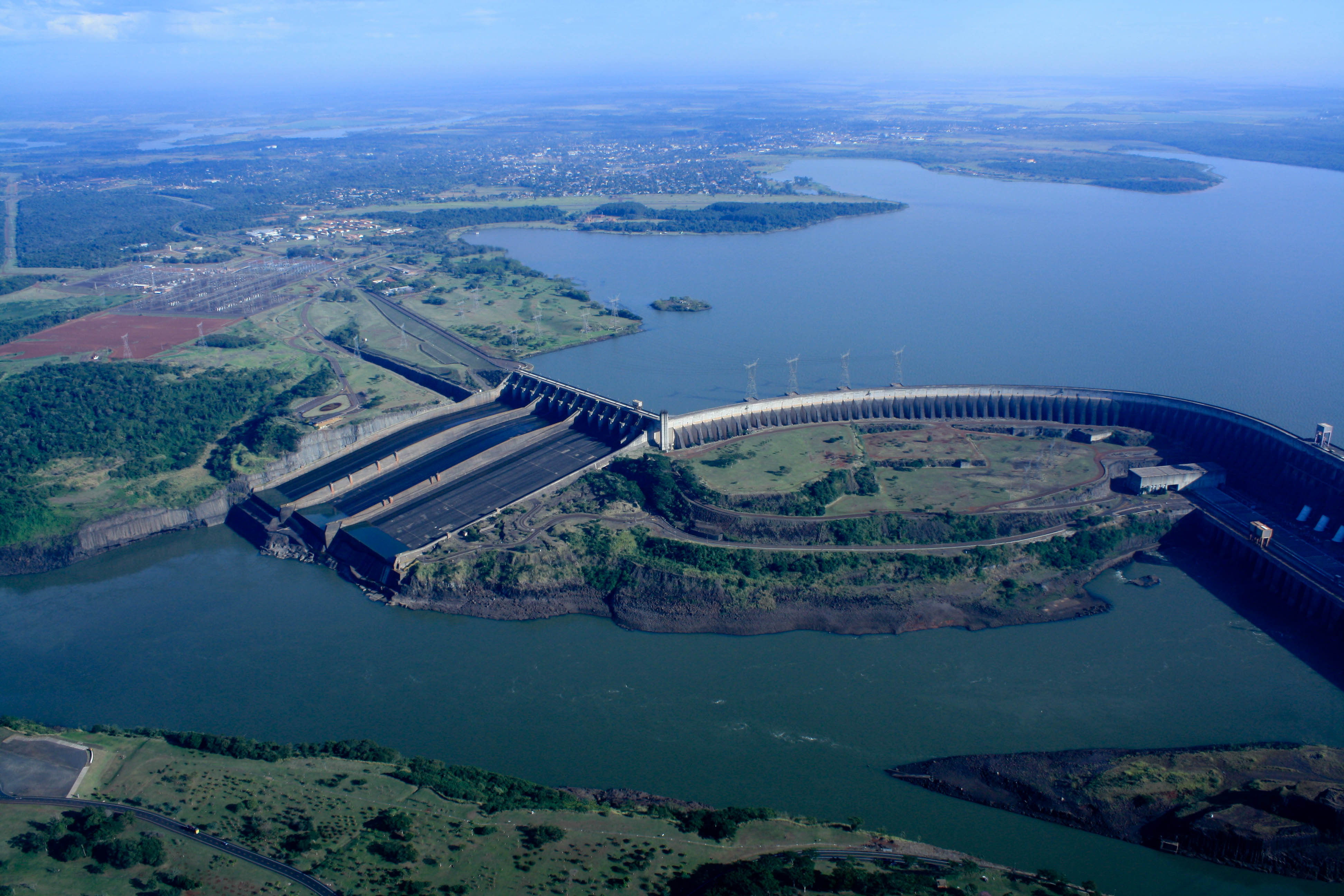
Usina de Itaipu

Nas décadas de 1960 e 1970, as principais influências estrangeiras no Paraguai foram o Brasil e os Estados Unidos. Ambos os países ajudaram o desenvolvimento econômico do Paraguai de maneiras que aumentaram sua estabilidade política. Um acordo de 1956 com o Brasil para melhorar a ligação de transporte entre os dois países através da construção de estradas e uma ponte sobre o rio Paraná quebrou a dependência tradicional do Paraguai da boa vontade argentina para o bom fluxo do comércio internacional paraguaio. A concessão brasileira de instalações portuárias com isenção de impostos na Costa Atlântica foi particularmente valiosa para o Paraguai.
O financiamento brasileiro da Usina Hidrelétrica de Itaipu, no valor de US$ 19 bilhões, no Rio Paraná, entre o Paraguai e o Brasil, teve consequências de longo prazo no Paraguai. Não tinha meios de contribuir financeiramente para a construção, mas sua cooperação, incluindo concessões controversas sobre a propriedade do canteiro de obras e as tarifas pelas quais o Paraguai concordou em vender sua parte da eletricidade, era essencial. Itaipu deu à economia paraguaia uma nova fonte de riqueza.  A construção produziu um tremendo boom econômico, enquanto milhares de paraguaios que nunca haviam trabalhado regularmente antes trabalhavam na enorme barragem. De 1975 (quando a construção da usina começou) até 1982 (quando terminou), o produto interno bruto (PIB) cresceu mais de 8% ao ano o dobro da taxa na década anterior e superior às taxas de crescimento na maioria dos outros países da América Latina. Os ganhos em divisas com as vendas de eletricidade para o Brasil dispararam e a força de trabalho paraguaia recém-empregada estimulou a demanda doméstica, provocando uma rápida expansão no setor agrícola.
No entanto, houve várias desvantagens na construção de Itaipu. A prosperidade associada ao grande boom aumentou as expectativas de crescimento a longo prazo. Uma crise econômica no início dos anos 80 causou descontentamento, o que, por sua vez, levou a demandas por reformas. Muitos paraguaios, que não se contentam mais em ganhar a vida em alguns hectares, tiveram que deixar o país em busca de trabalho. No início dos anos 80, alguns observadores estimaram que até 60% dos paraguaios viviam fora do país. Mesmo aquelas pessoas que estavam dispostas a cultivar um pequeno pedaço de terra enfrentaram uma nova ameaça. Itaipu provocou uma onda de migração brasileira na região da fronteira leste do Paraguai. Em meados da década de 1980, os observadores estimaram que havia entre 300 000 e 350 000 brasileiros na região da fronteira leste.  Com o português como língua dominante nas áreas de forte migração brasileira e a moeda brasileira circulando como moeda legal, a área tornou-se intimamente integrada ao Brasil. Além disso, a maior parte da riqueza aumentada do Paraguai acabou nas mãos de ricos partidários do regime. Os proprietários de terras não enfrentaram nenhuma reforma agrária significativa, o controle do regime dos organizadores do trabalho ajudou empresários, investidores estrangeiros se beneficiaram de isenções fiscais e credores estrangeiros experimentaram uma bonança de pesados empréstimos no Paraguai. Embora os paraguaios mais pobres estivessem um pouco melhor em 1982 do que na década de 1960, eles estavam em pior situação em relação a outros setores da população.
As relações mais estreitas com o Brasil acompanharam um declínio nas relações com a Argentina. Após a expulsão de Juan Domingo Perón, o Paraguai caiu da órbita de Buenos Aires, quando a Argentina declinou política e economicamente. A Argentina, alarmada com Itaipu e com uma estreita cooperação entre Brasil e Paraguai, pressionou Stroessner a concordar em participar de projetos hidrelétricos em Yacyretá e Corpus. Ao enfrentar a Argentina contra o Brasil, Stroessner melhorou a autonomia diplomática e econômica do Paraguai e suas perspectivas econômicas.
Stroessner também se beneficiou da ideologia da Guerra Fria dos anos 50 e 60 nos Estados Unidos , que favoreceu os governos anticomunistas. Em 1957, o Paraguai estabeleceu relações diplomáticas com Taiwan. Ao chegar a Assunção durante sua turnê pela América Latina em 1958, o vice-presidente Richard Nixon elogiou o Paraguai de Stroessner por se opor ao comunismo com mais força do que qualquer outra nação do mundo. A principal preocupação estratégica dos Estados Unidos na época era evitar o surgimento de um regime de esquerda no Paraguai, que seria idealmente situado no coração do continente sul-americano para fornecer um refúgio para radicais e uma base para atividades revolucionárias em torno do país. De 1947 a 1977, os Estados Unidos forneceram cerca de US $ 750.000 em equipamento militar a cada ano e treinaram mais de 2.000 oficiais paraguaios em contra a inteligência e contra a insurgência. Em 1977, o Congresso dos Estados Unidos cortou drasticamente a assistência militar ao Paraguai.
O Paraguai votou regularmente a favor das políticas dos Estados Unidos nas Nações Unidas e na Organização dos Estados Americanos. Stroessner, provavelmente o aliado mais confiável dos Estados Unidos na América Latina, certa vez observou que o embaixador dos Estados Unidos era como um membro extra de seu gabinete. As relações vacilaram um pouco durante o governo do presidente John F. Kennedy, quando as autoridades dos Estados Unidos começaram a exigir um regime democrático e a reforma agrária e ameaçaram reter os fundos da Alliance for Progress (um valor igual a cerca de 40% do orçamento do Paraguai), a menos que o Paraguai fizesse progressos. Embora essa pressão, sem dúvida, tenha encorajado Stroessner a legalizar alguns partidos internos da oposição, não conseguiu fazer com que o governante paraguaio se tornasse menos um ditador personalista. Os oponentes do regime que concordaram em jogar a farsa eleitoral de Stroessner receberam recompensas de privilégios e reconhecimento oficial.  Outros oponentes, no entanto, enfrentaram detenção e exílio. Influenciados pelo apoio do Paraguai à intervenção dos Estados Unidos na República Dominicana em 1965, os Estados Unidos se tornaram mais amigáveis a Stroessner em meados da década de 1960 sob o presidente Lyndon B. Johnson. Os novos Estados Unidos apoiaram governos militares no Brasil e na Argentina também melhoraram os laços EUA-Paraguai.
As relações entre o Paraguai e os Estados Unidos mudaram substancialmente após a eleição do presidente Jimmy Carter em 1976. A nomeação de Robert White como embaixador dos Estados Unidos em 1977 e o encerramento do congresso de entregas de equipamentos militares no mesmo ano refletiram uma preocupação crescente com a ausência do regime democrático e a presença de violações dos direitos humanos no Paraguai. Paraguai também perdeu o caso de tortura Filártiga v. Peña-Irala.
Além do apoio financeiro que ele recebeu dos Estados Unidos - que apoiaram sua luta anticomunista -, seu regime foi caracterizado pela corrupção e pela distribuição de favores entre o que era conhecido como "a trilogia": o governo, o Partido Colorado e as forças armadas. O contrabando, geograficamente favorecido pela localização do Paraguai entre Brasil, Argentina e Bolívia, se tornou uma das principais fontes de renda.  De álcool e drogas a carros e animais exóticos.  Alguns estimam que o volume de contrabando foi três vezes o número oficial de exportação.  E Stroessner usou parte desse dinheiro, bem como fatias de grandes obras de infraestrutura e entrega de terras, para comprar a lealdade de seus oficiais, muitos dos quais acumulavam enormes fortunas e grandes propriedades.
A concentração de riqueza e terra nas mãos de poucos fez do Paraguai um dos paíse mais desiguais do planeta. Organizações humanitárias como a Oxfam e a Anistia Internacional denunciaram que continua a ter uma das mais altas taxas de concentração de terras na América Latina. Segundo a Oxfam, 1,6% da população possui 80% da terra.  E, segundo a Oxfam, o stronismo é diretamente responsável: entre 1954 e 1989, cerca de 8 milhões de hectares foram distribuídos irregularmente entre amigos do poder, diz ele.  Isso é um terço da terra arável.

## Torturas e assassinatos
A maioria das ditaduras latino-americanas instituiu regularmente execuções extrajudiciais de seus inimigos; para um dos exemplos mais conhecidos, consulte Operação Condor, na qual o Paraguai participou. Os registros sobre suas vítimas, os chamados Arquivos do Terror, seriam descobertos em 1992.
Os Estados Unidos ajudaram o general Stroessner de várias maneiras. Foi enviado o oficial do exército dos Estados Unidos, o tenente-coronel Robert Thierry, para ajudar os trabalhadores locais a construir um centro de detenção e de interrogatório chamado La Technica como parte da Operação Condor. La Technica tornou-se um conhecido centro de tortura.  Um dos torturadores mais temidos foi Pastor Coronel. Durante o regime militar stronista, 19 862 pessoas haviam sido presas, 3 479 foram exilados, mais de 20 000 foram torturadas e 336 morreram ou desapareceram.

## Deposição
O Paraguai havia entrado na década de 1980 menos isolado, rural e atrasado do que tradicionalmente tinha sido, porém mais da metade da população ainda era campesina. As estruturas políticas e sociais permaneceram inflexíveis, mas os paraguaios mudaram suas visões do mundo e suas percepções de si mesmos. As eleições de 1983 e as eleições de 1988 foram manipuladas para remeter quase 90% dos votos para Stroessner, mantendo a ficção de um sistema multipartidário.
Em 3 de fevereiro de 1989, Stroessner foi deposto em um golpe militar liderado pelo general Andrés Rodríguez. O ditador partiu para o exílio no Brasil, onde morreu em 2006. No momento de sua morte, Stroessner era réu em vários casos de violação dos direitos humanos no Paraguai.
Usando a Constituição Nacional de Stroessner, Rodríguez orquestrou uma campanha política com o Partido Colorado. Ele conquistou a presidência em uma eleição multipartidária realizada em maio de 1989, na qual o Partido Colorado dominou o Congresso. Após o golpe, um dos resultados imediatos foi que os paraguaios do meio rural ocuparam terras não utilizadas "reivindicadas pelo Estado, pela família Stroessner e por seus amigos e por investidores estrangeiros". Eles montaram cabanas e limparam as terras para cultivar mandioca e milho. "Em meados dos anos 1990, observadores e representantes dos ocupantes estimaram que cerca de 19 mil famílias reivindicaram terras que totalizavam mais de 360 mil hectares". Isso aconteceu principalmente nos departamentos de fronteira leste e norte, uma zona fronteiriça, mas ocorreu em outras áreas rurais também. Na época, 2,06 milhões de pessoas da população total de 4,1 milhões ainda eram campesinas.
Nas eleições municipais recém-criadas de 1991, os candidatos da oposição ganharam vários grandes centros urbanos, incluindo Assunção. Como presidente, Rodríguez instituiu reformas políticas, legais e econômicas e iniciou uma aproximação com a comunidade internacional.